# Niko Kranjčar
Niko Kranjčar [ˈniːkɔ ˈkraɲtʃaːr, magyarosan: Níko Kranycsár]  (Zágráb, 1984. augusztus 13.) horvát válogatott labdarúgó. Apja Zlatko Kranjčar (1956–2021) válogatott labdarúgó, edző.

## Pályafutása

### Portsmouth
Kranjčar 2006. október 1-jén debütált a Premier League-ben a Portsmouth színeiben a Tottenham Hotspur ellen a White Hart Lane-en, és végigjátszotta a találkozót. Első bajnoki gólját 2007. március 31-én szerezte a Fulham ellen a Craven Cottage-on, amivel csapata korán vezetést szerzett, az eredmény azonban 1–1 lett. Első szezonjában 24-szer lépett pályára és két gólt szerzett.

## Válogatott
Kranjčar korábban a horvát U16-os, U17-es, U19-es és U21-es válogatottakban is játszott, mielőtt behívást kapott a felnőtt válogatottba.
2004. augusztus 18-án debütált egy barátságos mérkőzésen Izrael ellen. Állandó tagja volt a válogatottnak a 2006-os világbajnokság selejtezői alatt, kilencszer lépett pályára és két gólt szerzett. A németországi világbajnokságon Horvátország mindhárom mérkőzésén játszott.
Szintén alapembernek számított a 2008-as Európa-bajnoki selejtezőkön. Mind a 12 mérkőzésen játszott, és két gólt szerzett. Az egyiket Anglia ellen 2007. november 21-én, mintegy 40 méterről. Horvátország 3–2-re nyerte meg a mérkőzést, megakadályozva ezzel Anglia kijutását az Európa-bajnokságra.

### Góljai a válogatottban
| #   | Dátum                | Helyszín                                         | Ellenfél | Gól | Eredmény | Kiírás               |
| --- | -------------------- | ------------------------------------------------ | -------- | --- | -------- | -------------------- |
| 01. | 2005. június 4.      | Vaszil Levszki Nemzeti Stadion, Szófia, Bulgária | Bulgária | 1–3 | 1 – 3    | 2006-os vb-selejtező |
| 02. | 2005. augusztus 17.  | Poljud, Split, Horvátország                      | Brazília | 1–0 | 1 – 1    | Barátságos mérkőzés  |
| 03. | 2005. szeptember 7.  | Nemzeti Stadion, Ta’ Qali, Málta                 | Málta    | 0–1 | 1 – 1    | 2006-os vb-selejtező |
| 04. | 2007. szeptember 12. | Estadi Comunal, Andorra la Vella, Andorra        | Andorra  | 0–4 | 0 – 6    | 2008-as Eb-selejtező |
| 05. | 2007. november 21.   | Wembley Stadion, London, Anglia                  | Anglia   | 0–1 | 2 – 3    | 2008-as Eb-selejtező |
| 06. | 2008. március 26.    | Hampden Park, Glasgow, Skócia                    | Skócia   | 0–1 | 1 – 1    | Barátságos mérkőzés  |

## Sikerei, díjai

### Klub
- Dinamo Zagreb
  - Horvát bajnokság: 2003
  - Horvát labdarúgókupa: 2001, 2002
  - Horvát labdarúgó-szuperkupa: 2002, 2003
- Hajduk Split
  - Horvát bajnokság: 2005
  - Horvát labdarúgó-szuperkupa: 2005
- Portsmouth
  - FA-kupa: 2008

### Egyéni
- - az év horvát labdarúgója: 2002